# ميليسا

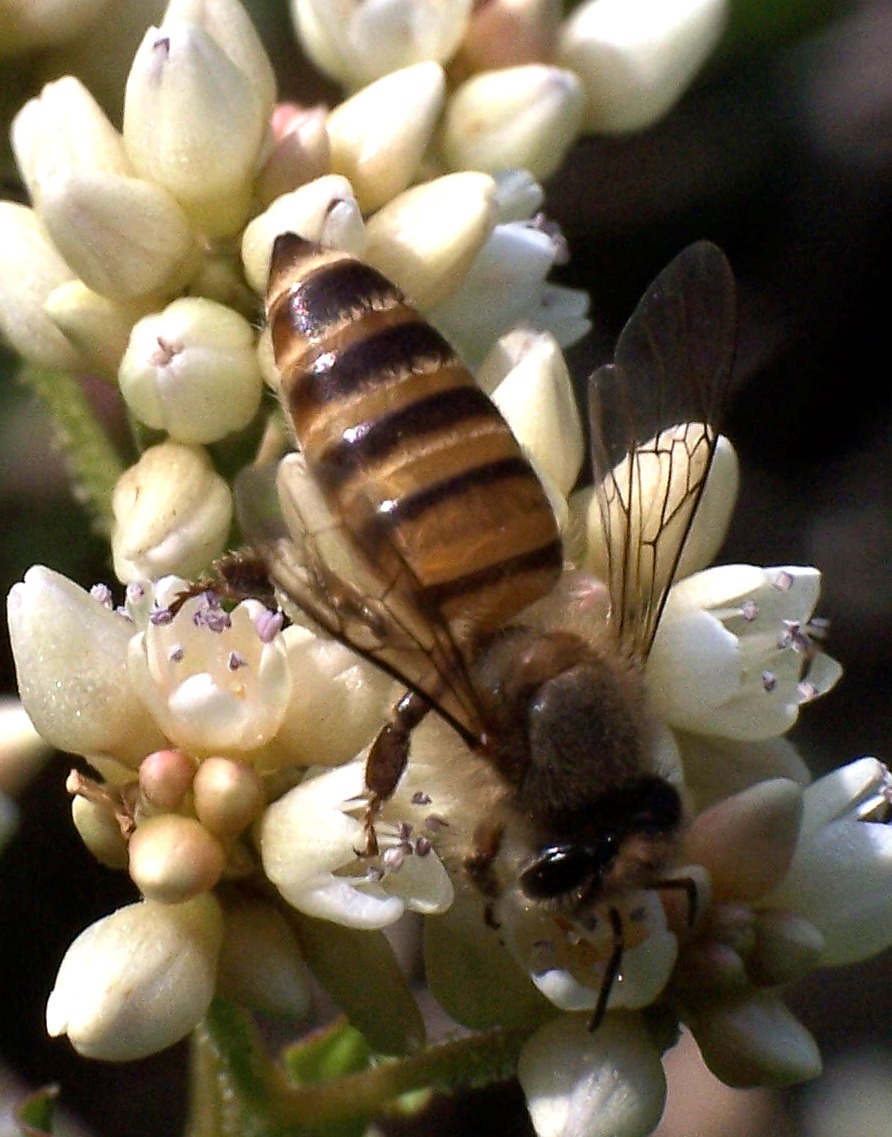
نحلة العسل

ميليسا هو اسم علم مؤنث. وهو يأتي من اللغة اليونانية μέλισσα وتعني نحلة العسل، والتي تشتق بدورها من كلمة μέλι أو عسل.
كما أن تسمية المليسة تعود إلى نبات يدعى ب Melissa officinalis من عائلة Lamiaceae والتي تعرف ببلسم الليمون. وتعد المليسة أحد أحد الانواع شيوعا في هذه العائلة وهناك أنواع أخرى تنتمي لهذه العائلة وهي malissa, melesa, melessa, meliza, mellisa, melosa and molissa.
وفي ايرلندا؛ تستخدم كتأنيث لاسم الذكر المدعو بMaoilíosa والذي يعني عبد المسيح.
و وفقا للأساطير اليونانية، يعتقد أن المليسة تعكس الثقافة المينوية التي تجعلها ابنة الملك الكريتي Melissos. فهي الحورية التي اكتشفت وعلمت استخدامات العسل كما أنها المصدر لتسمية النحل، وكانت واحدة من الحوريات الممرضات لزيوس، وقد قامت بإطعامه العسل بدلاً من الحليب، وفي لرواية أخرى كانت تأتي بالنحل مباشرة إلى فم الطفل.و أصبح يطلق اسمmelissa على كل حورية اعتنت بالإله البطريرك الطفل.

## شعبيتها ورواجها
أصبحت المليسة لفظ رائج في الولايات المتحدة الأمريكية خلال خمسينيات القرن الماضي، كما أن شهرتها قد ازدادت خلال الستينيات وحتى نهاية التسعينيات في القرن الماضي. أما اليوم فقد أصبح استخدامها كإسم مولود نادر جداً؛ ففي العام 2010 كان هنالك أقل من 2500 طفلة من مواليد الإناث تمت تسميتهم بمليسة، في حين كان عددهم 10000طفلة في العام 1993 و30000 طفلة في العام 1979. في العام 2007، أصبحت المليسة تقع في المركز ال713 كأكثر الأسماء شيوعاً بين مواليد الولايات المتحدة بعد أن احتلت المركز الثاني في العام 1977. كانت المليسة تقع ضمن المراكز ال10 الأولى كأكثر أسماء الإناث شيوعاً ضمن الفترة الممتدة بين 1967 و1984.

## المليسة وعلم الأساطير

### في علم الأساطير اليوناني القديم
اسم المليسة له تاريخ طويل يعود إلى ما قبل اليونانية القديمة؛ ولذلك فإن هناك العديد من الروايات المختلفة التي تحدثت عن الشخصية الأسطورية مليسة وخصوصا حول اهتمامها بالرضيع زيوس. في إحدى الروايات؛ مليسة هي حورية الجبال التي اخفت زيوس من والده كرونس الذي كان عازماً على القضاء عليه، وأطعمت زيوس حليب الماعزمن Amalthea والعسل الذي منحه طعما لا ينسى حتى أصبح حاكما على جبل أوليمبوس. أدرك كورونس دور مليسة في تخييب أمله في الوقوف دون ارتكاب تلك الجريمة فحوّلها لدودة أرض، فأشفق عليها زيوس وحولها لنحلة جميلة.
الحوريات - ومليسة واحدة منهم - لعبوا دور مهم في الحسابات الأسطورية فيما يتعلقبالمهارات الأساسية التي استخدمت في تدريب الأبطال الثقافيين ك ديميتريوس وأرسطوس أو السلوكات الحضارية التي درّست من قبل حورية النحل. ووفقا للفلكلور فقد قال لارسون: "مليسة عثرت على أول قرص عسل وتذوقته ثم قامت بخلطه مع الماء ليصبح شراباً. وعلّمت الآخرين القيام بذلك ولذلك سمّي على اسمها وقامت بالمحافظة عليه. وهذا كان جزء من دور الحوريات في جلب الرجال للخروج من حالتهم البرية. وتحت قيادة مليسة؛ لم يقتصر الأمر على إخراج الرجال من حالة أكلهم لبعضهم البعض إلى تناول العسل بل ولتقديم رجالا إلى العالم يشعرون بالاعتدال.
كما أن الفيلسوف اليوناني القديم "Porphyry" كتب لكهنة ديميتر ما يعرف ب "Melissae" الذي أسس آلهة الكثونيون. القصة تدور حول Melissae التي أخبرت الكاهن المسن ديمتر بإطلاق أسرار لها من قبل الآلهة نفسها. وعندما حاول المجاورون لمليسة طلب الكشف عن أسرار البداية، التزمت الصمت ولم تتفوه بأية كلمة. فقامت إمراة بتمزيقها لقطع غضبا، فأرسل ديميتر كارثة نزلت بهم؛ فقد أصبح النحل يولد من جسد مليسة الميت.
و من كتابات Porphyry أن العلماء علموا أن اسم مليسة كان اسم آلهة القمر ارتيمس؛ الإله الذي أبعد الألم عم الأمهات في الولادة. الأرواح كانت تمثّل بالنحل ومليسة هي من كانت تقوم بسحب هذه الأرواح حتى الولادة. وارتبطت مليسة بفكرة دورة التجدد.

### Melitta (المليتة)
- في مقطوعة من قصيدة Orphic، اقتبستها Natalis Comes، Melitta تتحدّث عن خلية نحل -خلية من أسطورة فينوس-.
«دعونا نحتفل يا خلية من كوكب الزهرة الذي ارتفع من البحر هذه الخلية لها العديد من الأسماء: نافورة الأقوياء التي ينحدر منها كل الملوك والتي صنع منها قصص الحب الخالدة والمجنحة»
ومن جهود Hesychius يتضح أن كلمة Seira تدل على Melitta (نحلة وايضاً خلية أو منزل). كانت ايضأً تمثل الوعاء الذي صدر منه هذا السرب من الناس. ولم تكن سوى الاله ديميتر والام المفترضة للبشرية زوينضر اليها على انها فينوس الشرق. وهذه الالهة هي نفس الالهة Mylitta المعروفة عند العرب والبابليون بفينوس.
كما أن مليسة تطلق على أم زوجة الفرعون، حيث سادت في الأيام التي تشتّت فيها الإنسان. في حين كان الناس قبل ذلك على وئام ويتحدثون لغة واحدة.
والMelittaهي المؤنث للمذكرMelitz، فهي الوسيطة –وسيطة البشر الخطاءون.

## أشعار
- في القرن السادس عشر استخدم الشاعر الإيطالي لودوفيكوأريوستو اسم مليسة لجنيّة طيّبة في قصيدته أورلاندو فيوريوسو.
- في نهاية القرن الثامن عشر كتب الشاعر الإسكتلندي توماس بلاكلوك قصيدة غنائية عن ميلاد مليسة.

Ode, on Melissa's Birth Day

### Ode, on Melissa's Birth Day
Ye nymphs and swains, whom love inspires

With all his pure and faithful fires,

Hither with joyful steps repair;

You who his tenderest transports share

For lo ! in beauty's fairest pride,

Summer expands her heart so wide;

The Sun no more in clouds inshrin'd,

Darts all his glories unconfin'd;

The feather'd choir from every spray

Salute Melissa's natal day.

Hither ye nymphs and shepherds haste,

Each with a flow'ry chaplet grac'd,

With transport while the shades resound,

And Nature spreads her charms around;

While ev'ry breeze exhales perfumes,

And Bion his mute pipe resumes;

With Bion long disus'd to play,

Salute Melissa's natal day.

For Bion long deplor'd his pain

Thro' woods and devious wilds in vain;

At last impell'd by deep despair,

The swain proferr'd his ardent pray'r;

His ardent pray'r Melissa heard,

And every latent sorrow cheer'd,

His days with social rapture blest,

And sooth'd each anxious care to rest.

Tune, shepherds, tune the festive lay,

And hail Melissa's natal day.

With Nature's incense to the skies

Let all your fervid wishes rise,

That Heav'n and Earth may join to shed

Their choicest blessings on her head;

That years protracted, as they flow,

May pleasures more sublime bestow;

While by succeeding years surpast,

The happiest still may be the last;

And thus each circling Sun display,

A more auspicious natal day.

## في الثقافة الحديثة
- مليسة هي أغنية لفرقة "Allman Brothers" من ألبوم "Eat a Peach"[18] التي كتبها "Gregg Allman".وتتحدث الاغنية عن محاسب من كليفلاند وكان موجود في تجربة الاداء عام 1967.
- في عام 1983، "Melissa (Mercyful Fate album)" هي أول ألبوم ل "Mercyful Fate".
- أما Melisso فهي شخصية ذكورية في اوبرا "Alcina" ل "George Fridric Handel".

## روابط خارجية
- Baby names